# الجيريجاي (صحيفة)
كانت الجيريجاي صحيفة إسبانية ساخرة وتقدمية ظهرت في 1 يناير عام 1839 وتم توقيفها بأمر ملكي في ٧ يوليو من نفس العام. أسسها مانويل أنطونيو دي لاس إيراس، كونت سنافِه، ولويس غونثاليث برافو — تحت الاسم المستعار "إبراهيم كلاريتي" — وخوان باوتيستا ألونسو، وكان مديرها إيسيدرو سانتشيث كارو. كانت واحدة من أربع صحف إسبانية — إلى جانب "إل هابلادور"، و"إل جرادوادور"، و"لا ريفولثيون" — وقد أُغلِقوا بين عامي 1838 و1840.